# 巴尔略
巴尔略（法語：Barlieu，法語發音：[baʁljø]）是法国谢尔省的一个市镇，位于该省北部，属于布尔日区。

## 地理
巴尔略（47°29'18"N, 2°37'43"E）面积27.87 平方千米，位于法国中央-卢瓦尔河谷大区谢尔省，该省份为法国中部省份，北起卢瓦雷省，西接卢瓦-谢尔省和安德尔省，南至克勒兹省，东南接阿列省，东临涅夫勒省。
与巴尔略接壤的市镇（或旧市镇、城区）包括：布朗卡福尔、孔克勒索、当皮埃尔昂克罗、索尔德河畔瓦伊、贝里地区塞尔努瓦、皮埃尔菲特-埃斯布瓦。

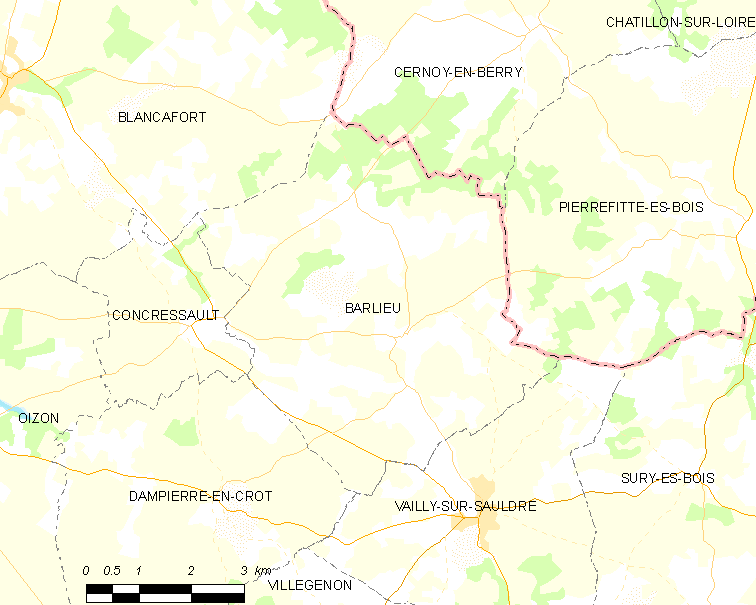
巴尔略的OSM定位图

巴尔略的时区为UTC+01:00、UTC+02:00（夏令时）。

## 行政
巴尔略的邮政编码为18260，INSEE市镇编码为18022。

## 政治
巴尔略所属的省级选区为桑塞尔县。

## 人口

1962-2008年间巴尔略人口变化图示

巴尔略于2022年1月1日时的人口数量为336人。